# Aspicarpa uruguariensis
Aspicarpa uruguariensis är en tvåhjärtbladig växtart som beskrevs av Franz Josef Niedenzu. Aspicarpa uruguariensis ingår i släktet Aspicarpa och familjen Malpighiaceae. Inga underarter finns listade i Catalogue of Life.